# Cuisine autrichienne
La cuisine autrichienne utilise les produits des plaines ainsi que des montagnes. Par sa position géographique, avec les Alpes pour colonne vertébrale, le pays est riche de terroirs variés. L'histoire du pays, dont l'Empire a dominé tour à tour des territoires devenus aujourd'hui la République tchèque, la Slovaquie, la Hongrie, la Croatie, la Slovénie et l'Italie, explique la présence d'influences dans la cuisine nationale qui reflète ainsi l'histoire politique autrichienne.

## Soupes

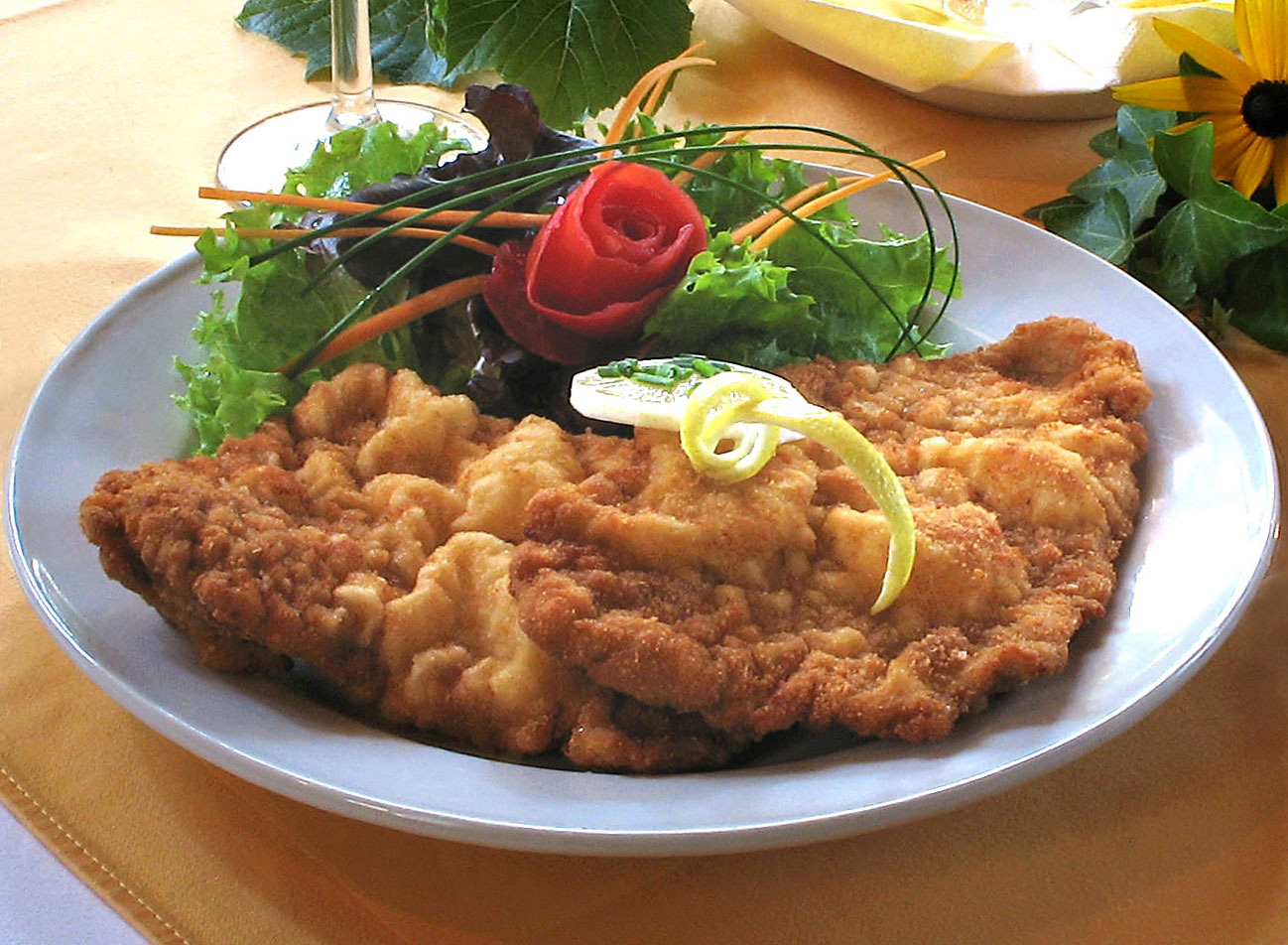
Wiener Schnitzel.

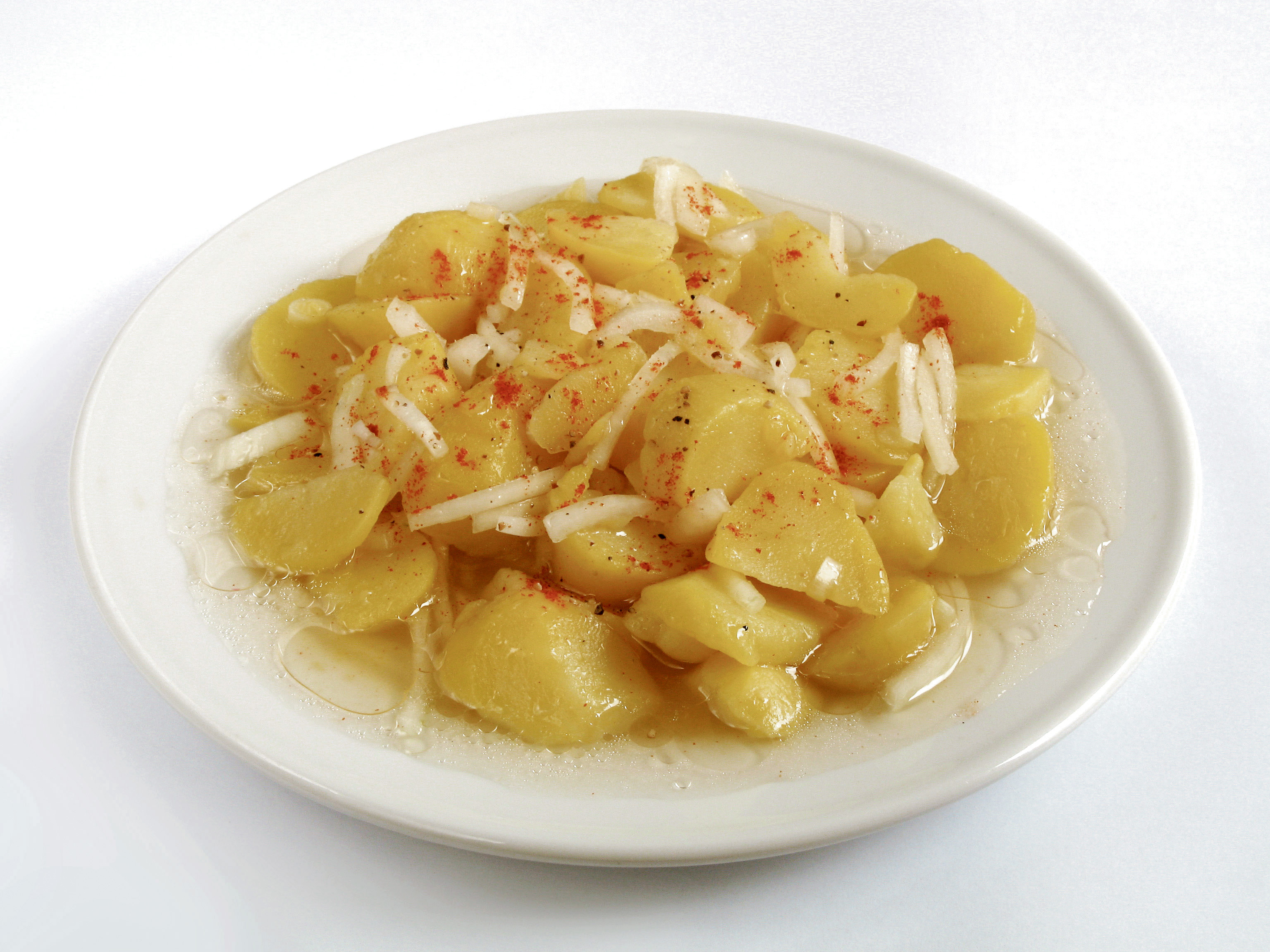
Kartoffelsalat, Erdäpfelsalat.

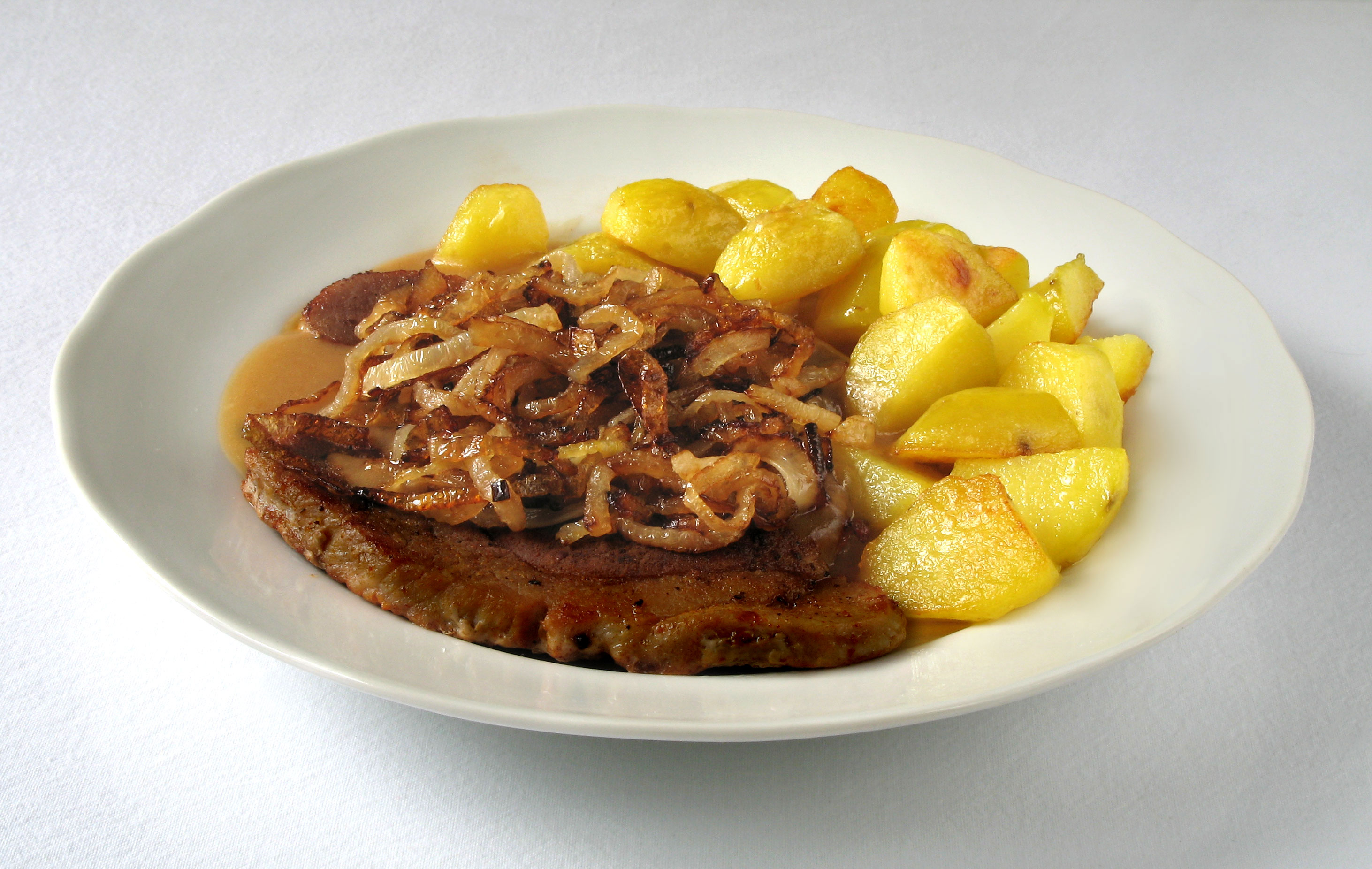
Zwiebelrostbraten avec Bratkartoffeln.

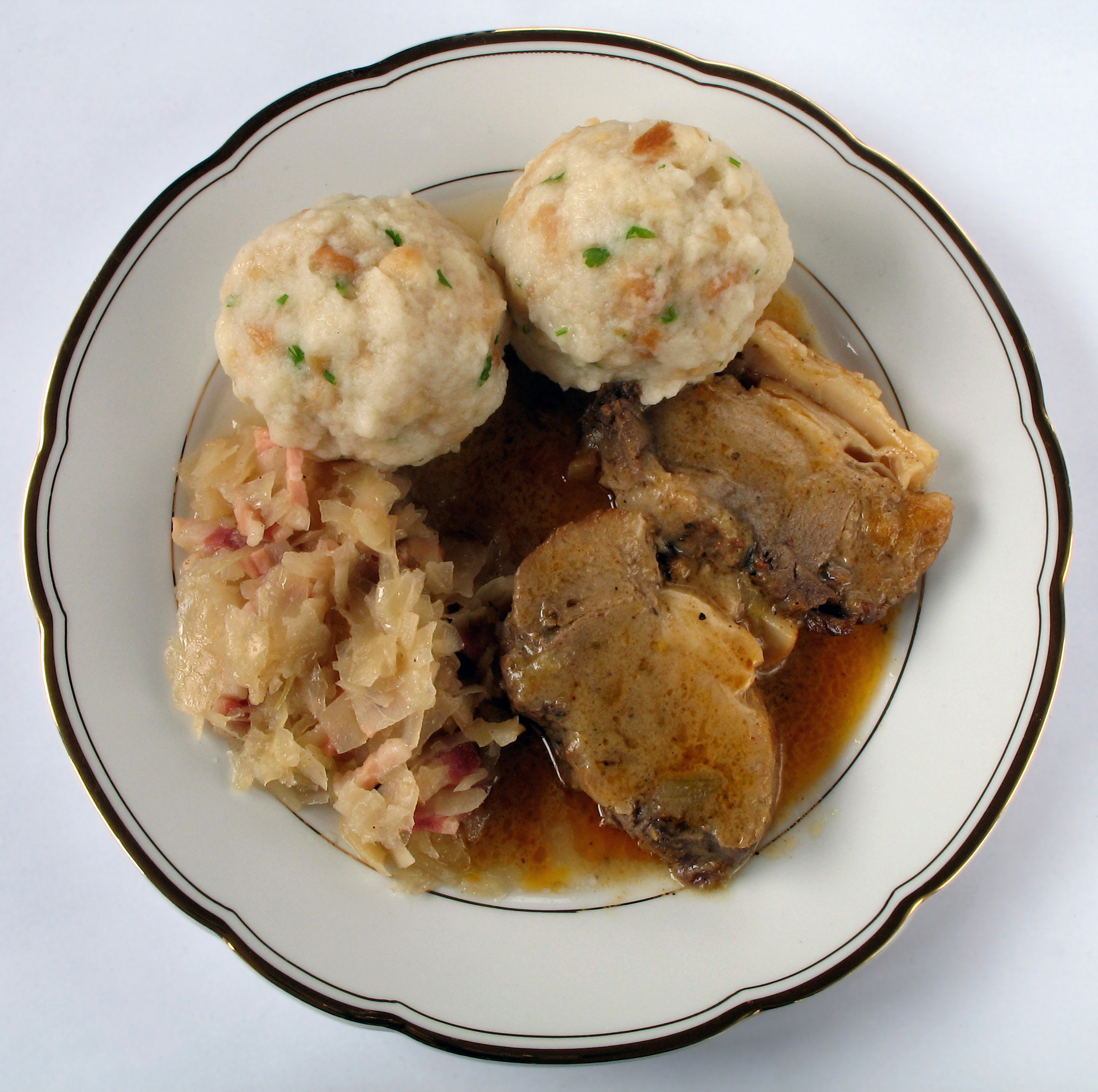
Schweinsbraten avec Semmelknödeln et Krautsalat.

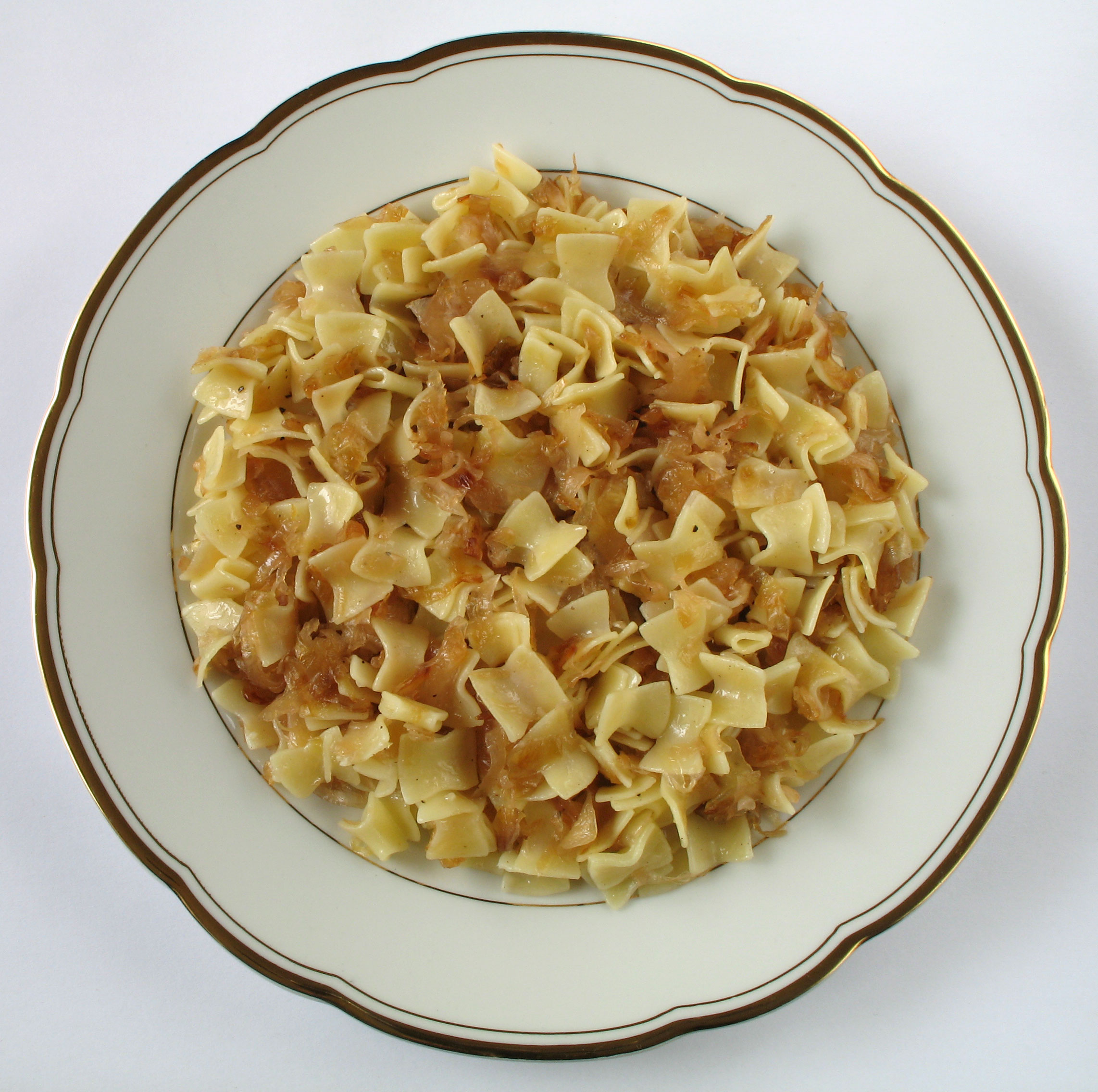
Krautfleckerl.

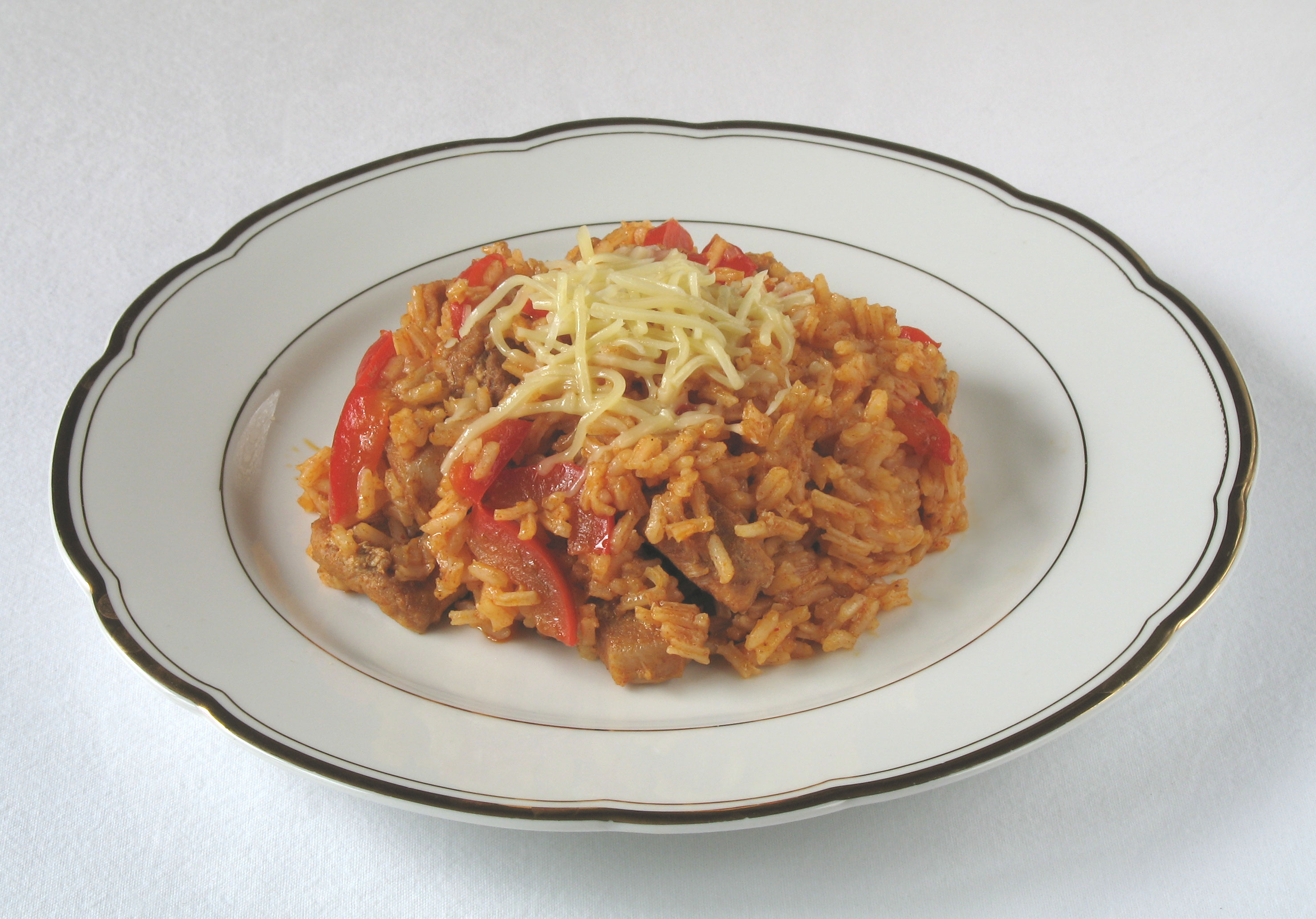
Reisfleisch.

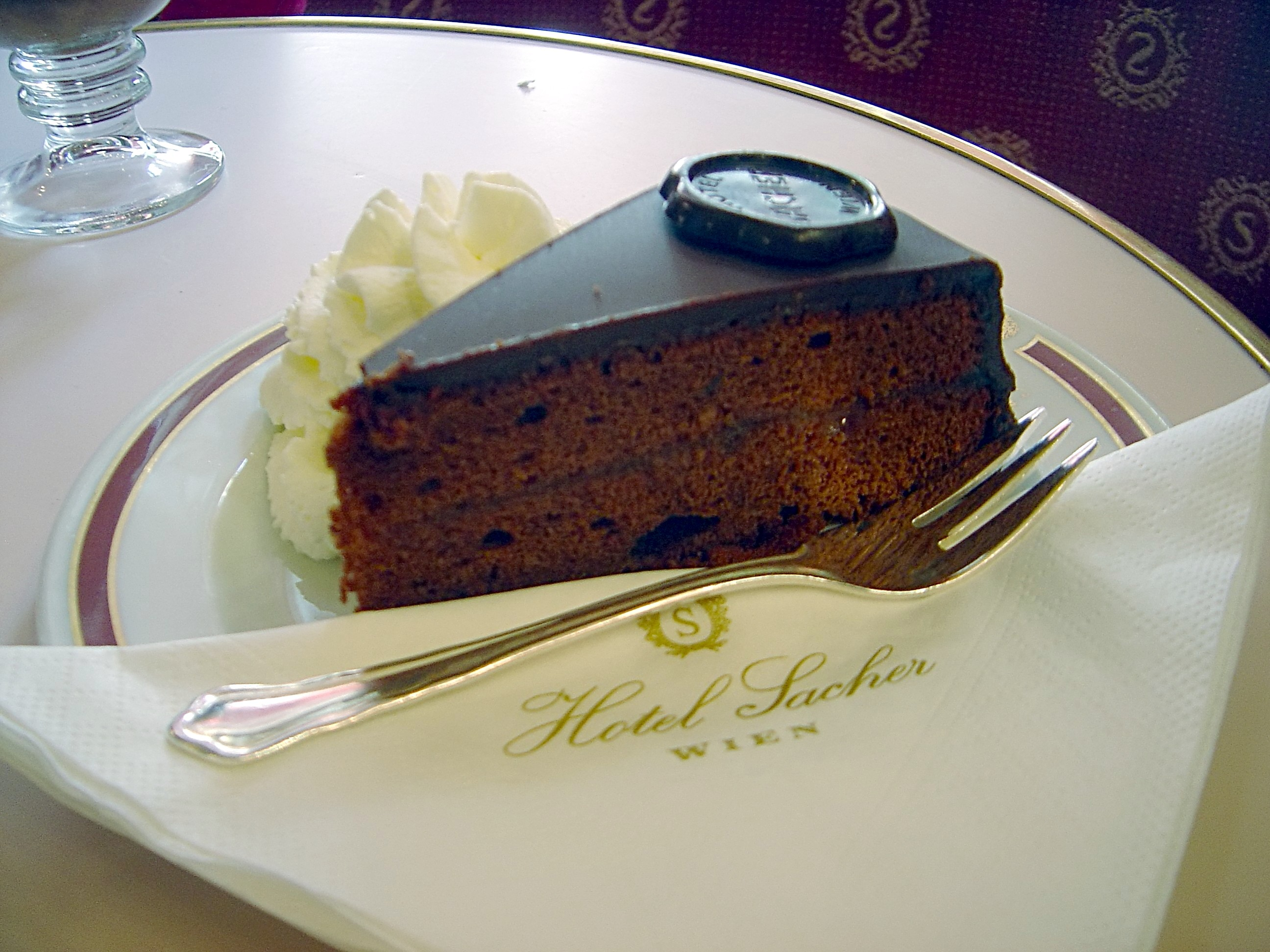
Sachertorte.

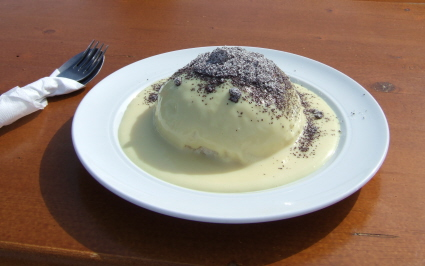
Germknödel avec Vanillesauce.

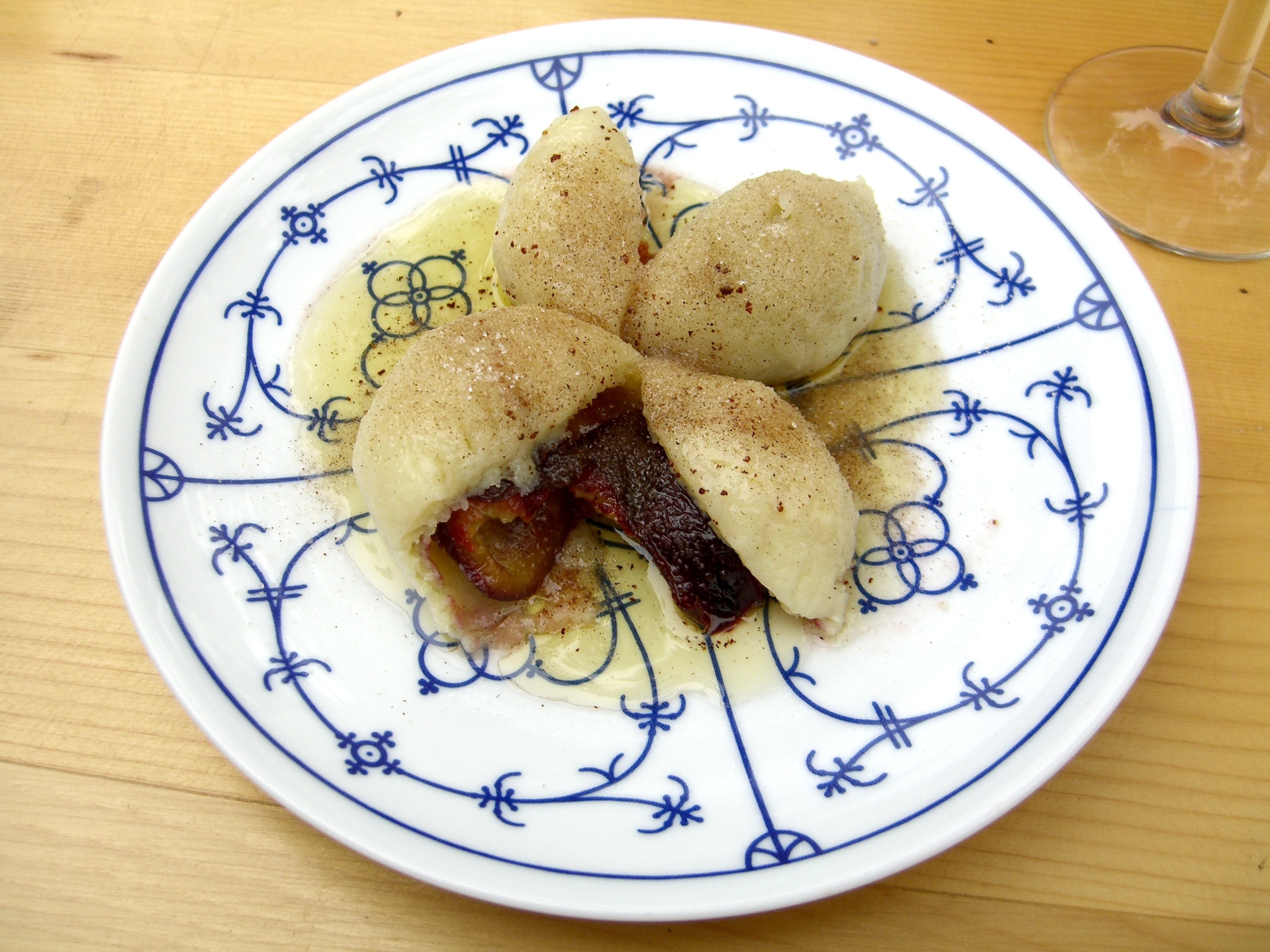
Deux Zwetschkenknödel.

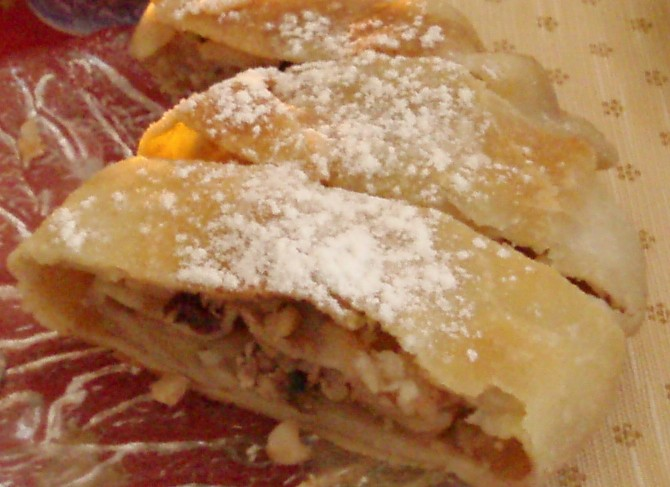
Apfelstrudel.

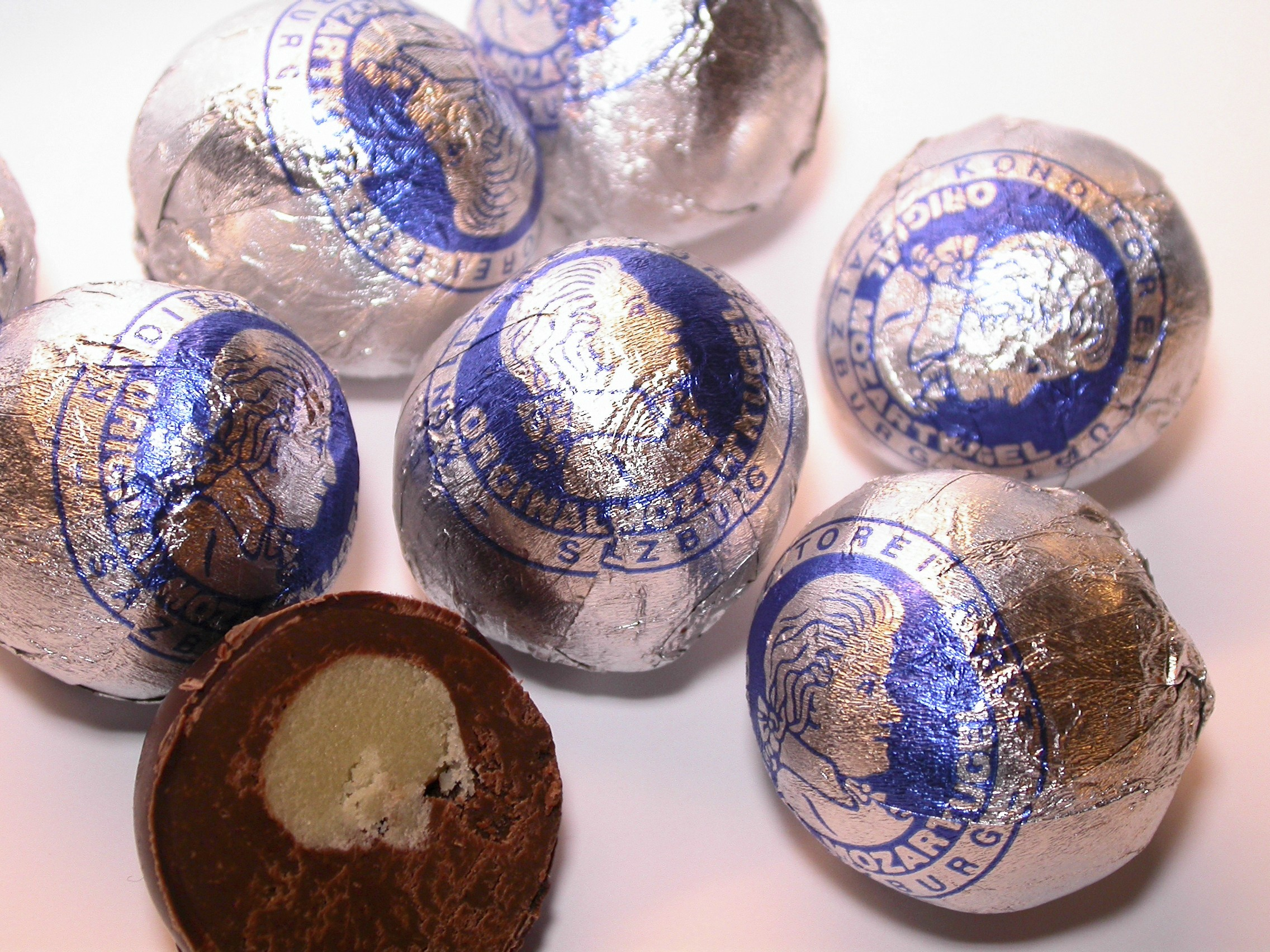
Mozartkugeln (chocolats).

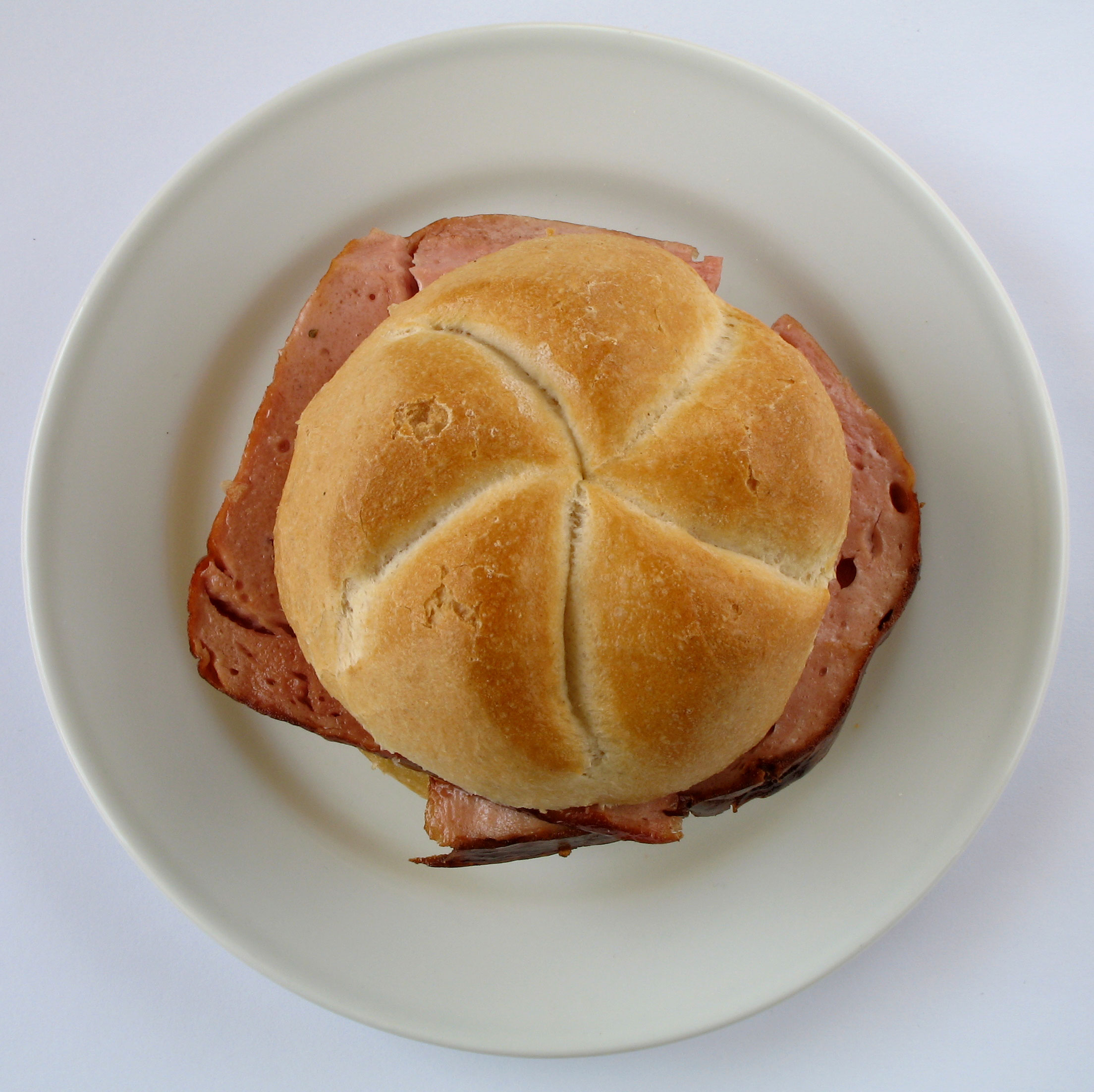
Leberkässemmel.

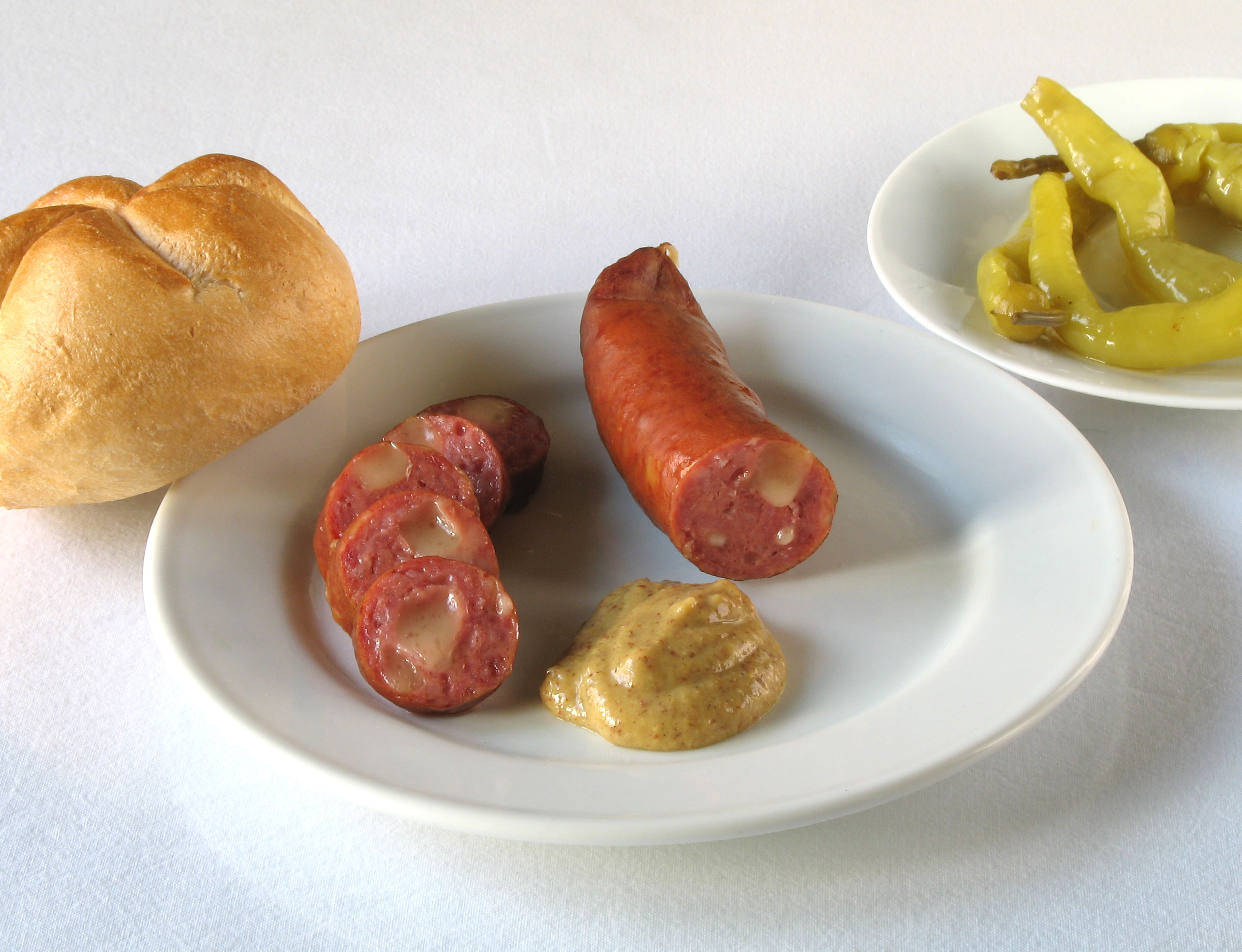
Käsekrainer.

- Fritattensuppe (consommé aux lamelles de crêpe)
- Grießnockerlsuppe (consommé aux quenelles de semoule)
- Leberknödelsuppe (consommé aux quenelles de foie)
- Tiroler Speckknödelsuppe (consommé tyrolien aux quenelles de semoule au lard)
- Steirische, Kärntner Klachlsuppe
- Gulaschsuppe
- Erdäpfelsuppe (soupe de pommes de terre)
- Schwammerlsuppe (soupe aux chanterelles)

## Plats

### Schnitzel(escalope)
- Wiener Schnitzel (escalope viennoise) avec Kartoffelsalat (Erdäpfelsalat)
- Naturschnitzel
- Champignonschnitzel

### Rind(bœuf) etRostbraten
- Wiener Tafelspitz (longe de bœuf nappée d'une sauce à la ciboulette)
- Rindslungenbraten
- Zwiebelrostbraten (entrecôte aux oignons)
- Vanillerostbraten
- Girardirostbraten
- Esterházy-Rostbraten

### Geflügel(volaille)
- Brathenderl, Backhenderl (poulet nature ou pané)
- Gans (oie) avec Knödel
- Ente (canard) avec Knödel et Rotkraut (chou rouge)

### Fisch(poisson)
- Karpfen (carpe)
- Forelle (truite)

### Wild(gibier)
- Hirsch (cervidé) : Hirschragout
- Reh (chevreuil)
- Hase (lièvre)
- Fasan (faisan)
- Wildschwein (sanglier)
- Wildente (canard gibier)

### Knödel(salé)
- Semmelknödel, knödel à base de pain
- Erdapfelknödel, à base de pommes de terre

Les Knödel peuvent être fourrés :
- Fleischknödel, à la viande
- Speckknödel, au lard
- Kaspressknödel, au fromage
- Grammelknödel, aux grattons
- Spinatknödel, aux épinards

### Autres
- Gulasch auf Wiener Art (goulash à la viennoise)
- Schweinsbraten (rôti de porc) avec des Knödel (Semmelknödel, boulettes ou Erdäpfelknödel, quenelles de pomme de terre)
- Eiernockerln
- Kärntner Kasnudeln (de) (ravioles de Carinthie)
- Fleckerl (nouilles) : Krautfleckerl, Schinkenfleckerl (au jambon)
- Rouladen : Rindsrouladen, Krautrouladen
- Bauernschmaus
- Stelze
- Specklinsen avec des Knödel
- Reisfleisch
- Krautfleisch
- Faschierte Laibchen, Fleischlaibchen (steak haché)
- Grenadiermarsch
- Beuschel

## Desserts

### Torten(gâteaux)
- Sacher-Torte (gâteau au chocolat) avec Schlagobers (crème chantilly)
- Linzer Torte (gâteau de Linz)
- Esterházy-Torte
- Malakoff-Torte
- Gugelhupf

### Knödel(sucré)
- Marillenknödel (aux abricots)
- Zwetschkenknödel (aux quetsches)
- Topfenknödel (au fromage blanc)
- Germknödel (fait de pâte à pain ou Germteig)

### Strudel
- Apfelstrudel (Strudel aux pommes)
- Topfenstrudel
- Mohnstrudel
- Millirahmstrudel (Milchrahmstrudel, Strudel à la crème) avec Vanillesauce

### Bonbons
- Mozartkugeln (boules Mozart, à base de chocolat et de massepain)

### Autres
- Kaiserschmarrn mit Zwetschkenröster (crêpes de l'Empereur)
- Salzburger Nockerln (soufflé salzbourgeois)
- Palatschinken (crêpes sucrées viennoises) : Marillenmarmeladepalatschinken, Erdbeermarmeladepalatschinken, Topfenpalatschinken, etc.
- Powidltascherln
- Kärntner Reindling
- Wiener Wäschermädln
- Szomlauer Nockerln
- Krapfen : Faschingskrapfen, Schlutzkrapfen, Brandteigkrapfen, Punschkrapfen, etc.
- Buchteln
- Mohnnudeln
- Apfelspalten
- Dalken
- Kipferl : Nußkipferl, Butterkipferl, Vanillekipferl, etc.
- Golatsche : Topfengolatsche, Marillengolatsche, Powidlgolatsche, etc.

## Snacks, etc.
- Leberkässemmel (petit pain avec Leberkäse, traduisible en fromage d'Italie ou terrine de viande chaude).
- Burenwurst
- Frankfurter Würstl (saucisse de Francfort)
- Käsekrainer (saucisse fourrée au fromage fondu)
- Debreziner